# Shanghaï Joe
Pour plus de détails, voir Fiche technique et Distribution.
Shanghaï Joe ou On m'appelle Shanghaï Joe (Il mio nome è Shangai Joe) est un western italien de Mario Caiano sorti en 1973.
Une suite de Bitto Albertini, intitulée Il ritorno di Shanghai Joe (Che botte ragazzi!), est sortie en 1975.

## Synopsis
Un Chinois arrive au Texas en quête de travail, mais son tempérament va le conduire à se heurter à un magnat local qui exploite les péons mexicains. Peu après, des affiches de mise à prix sont placardées avec le visage du Chinois, le surnommant « Shanghaï Joe », et tout le monde se met à sa recherche ; mais le Chinois sait se défendre en utilisant une technique très personnelle : le kung-fu.

## Fiche technique
Sauf indication contraire, les informations mentionnées dans cette section peuvent être confirmées par la base de données cinématographiques IMDb,  présente dans la section « Liens externes ».
- Titre original : Il mio nome è Shangai Joe
- Titre français : Shanghaï Joe ou On m'appelle Shanghaï Joe[2]
- Réalisation : Mario Caiano
- Scénario : Mario Caiano, Fabrizio Trifone, Trecca d'après une histoire de Carlo Alberto Alfieri, Mario Caiano, T.F. Karter
- Musique : Bruno Nicolai
- Photographie : Guglielmo Mancori
- Montage : Amedeo Giomini
- Scénographie : Riccardo Domenici
- Costumes : Orietta Nasalli-Rocca
- Trucages : Gianfranco Mecacci
- Production : Renato Angiolini, Roberto Bessi
- Société de production : C.B.A. Produttori e Distributori Associati, Compagnia Cinematografica Champion
- Pays de production :  Italie
- Langue de tournage : italien
- Format : couleur - 2,35:1 - 35 mm - son mono
- Genre : western spaghetti, kung fu pian
- Durée : 95 minutes
- Date de sortie :	
  - Italie : 28 décembre 1973
  - France : 13 mars 1974

## Distribution
- Chen Lee : Shanghai Joe / Chin Hao
- Carla Romanelli : Cristina
- Piero Lulli : Spencer
- Claudio Undari : Pedro, le cannibale
- Gordon Mitchell : Sam, le croque-mort
- Giacomo Rossi-Stuart : Tricky, le joueur de cartes
- Klaus Kinski : Scalper Jack
- Katsutoshi Mikuriya : Mikura
- Umberto D'Orsi : le joueur de poker
- Carla Mancini : Conchita
- Dante Maggio : le docteur
- George Wang : le maître Yang
- Federico Boido : Slim
- Andrea Aureli : le shérif
- Dante Cleri : Omero, le barman
- Lorenzo Fineschi : le cowboy
- Enrico Marciani : le complice de Spencer
- Giovanni Sabatini : le pirate
- Angelo Susani : le conducteur de diligence
- Luigi Antonio Guerra : le jeune homme avec Spencer
- Giorgio Bixio :
- Lars Bloch : un client de la Wells Fargo (non crédité au générique)
- Alfonso de la Vega : Craig (non crédité au générique)
- Roberto Dell'Acqua : Smitty (non crédité au générique)
- Tito García : Jesus, le marchand d'esclaves (non crédité au générique)